# 森英俊
森 英俊（もり ひでとし、1958年10月25日 - ）は、日本のミステリ評論家、翻訳家。別名に久坂 恭。日本推理作家協会会員。本格ミステリ作家クラブ会員。

## 経歴
1958年、東京都生まれ。父親の仕事の関係で、少年時代をガーナですごす。早稲田大学政治経済学部卒業。在学中はワセダミステリクラブに所属。学生時代、『エラリイ・クイーンとそのライヴァルたち』（石川喬司・山口雅也編）に協力。
丸紅に入社し、貴金属のディーリングに9年間従事後、翻訳、評論活動に。かたわら推理小説の洋書専門店「MURDER BY THE MAIL」を運営。
1999年、『世界ミステリ作家事典［本格派篇］』により、第52回日本推理作家協会賞（評論その他部門）を受賞。

## 主な作品

### 編著、編訳
- 『これが密室だ!』（ロバート・エイディー編、編訳、新樹社） 1997
- 『世界ミステリ作家事典［本格派篇］』（編著、国書刊行会） 1998
- 『名探偵の世紀 - エラリー・クイーン、そしてライヴァルたち』（山口雅也共編、原書房） 1999
- 『乱歩の選んだベスト・ホラー』（野村宏平共編、筑摩書房、ちくま文庫） 2000
- 『海外ミステリー作家事典』（編著、光文社、光文社文庫） 2000
- 『密室殺人コレクション』（二階堂黎人共編、原書房） 2001
- 『ミステリ美術館 - ジャケット・アートでみるミステリの歴史』（編著、国書刊行会） 2001
- 『世界ミステリ作家事典［ハードボイルド・警察小説・サスペンス篇］』（編著、国書刊行会） 2004
- 『ストラング先生の謎解き講義』（ウィリアム・ブリテン、編集、論創社） 2010
- 『少年少女昭和ミステリ美術館 - 表紙でみるジュニア・ミステリの世界』（野村宏平共編著、平凡社） 2011

### 訳書
- 『眠りをむさぼりすぎた男』（クレイグ・ライス、国書刊行会、世界探偵小説全集10） 1995
- 『ジョン・ディクスン・カー - 「奇蹟を解く男」』（ダグラス・G・グリーン、西村真裕美, 高田朔共訳、国書刊行会） 1996
- 『殺しにいたるメモ』（ニコラス・ブレイク、国書刊行会） 1998
- 『乱歩が選ぶ黄金時代ミステリーBEST10(7) 帽子収集狂事件』（J・ディクスン・カー、集英社、集英社文庫） 1999
- 『ミステリ・ハンドブック アガサ・クリスティー』（ディック・ライリー, パム・マカリスター、原書房） 1999
- 『グラン・ギニョール』（ジョン・ディクスン・カー、白須清美共訳、翔泳社） 1999
- 『悪魔を呼び起こせ』（デレック・スミス、国書刊行会、世界探偵小説全集25） 1999
- 『もうひとりのぼくの殺人』（クレイグ・ライス、原書房） 2000
- 『殺人者と恐喝者』（カーター・ディクスン、原書房） 2004
- 『シシリーは消えた』（アントニイ・バークリー、原書房） 2005
- 『証拠は眠る』（オースティン・フリーマン、武藤崇恵共訳、原書房） 2006
- 『善意の殺人』（リチャード・ハル、原書房） 2006
- 『死の相続』（セオドア ロスコー、横山啓明共訳、原書房） 2006
- 『幻を追う男』（ジョン・ディクスン・カー、論創社） 2006
- 『虚空から現れた死』（クレイトン・ロースン、白須清美共訳、原書房） 2007
- 『ジョン・ディクスン・カーを読んだ男』（ウィリアム・ブリテン、論創社、論創海外ミステリ） 2007
- 『ミステリ講座の殺人』（クリフォード・ナイト、原書房） 2007
- 『グリンドルの悪夢』（パトリック・クェンティン、武藤崇恵共訳、原書房） 2008
- 『道化の町』（ジェイムズ・パウエル、白須清美, 宮脇孝雄共訳、河出書房新社） 2008
- 『絞首人の手伝い』（ヘイク・タルボット、早川書房、ハヤカワ・ポケット・ミステリ） 2008
- 『八一三号車室にて』（アーサー・ポージス、論創社） 2008
- 『ベヴァリー・クラブ』（ピーター・アントニイ、横山啓明共訳、原書房） 2010
- 『パニック・パーティ』（アントニイ・バークリー、武藤崇恵共訳、原書房） 2010
- 『探偵小説の黄金時代』（マーティン・エドワーズ、白須清美共訳、国書刊行会） 2018